# Nikola Subotić
Nikola Subotić (Ervenico, 1873 – Sebenico, 1963) è stato un politico e avvocato jugoslavo, di etnia serba, Ministro delle Finanze del Regno dei Serbi, Croati e Sloveni e in seguito Ministro della Giustizia del regno di Jugoslavia.

## Biografia

### Gli studi
A causa della prematura morte del padre, Nikola Subotić visse nella casa degli zii a Scardona. Si diplomò al liceo italiano di Zara e iniziò i suoi studi di legge a Vienna conseguendo il dottorato in giurisprudenza a Graz.
Rientrrato in Dalmazia, lavorò come giudice in diverse città e aprì uno studio legale a Sebenico. Presto si iscrisse al Partito popolare serbo condividendo diverse iniziative.
Subotić divenne anche redattore capo del giornale di partito Srpski glas.

### La politica

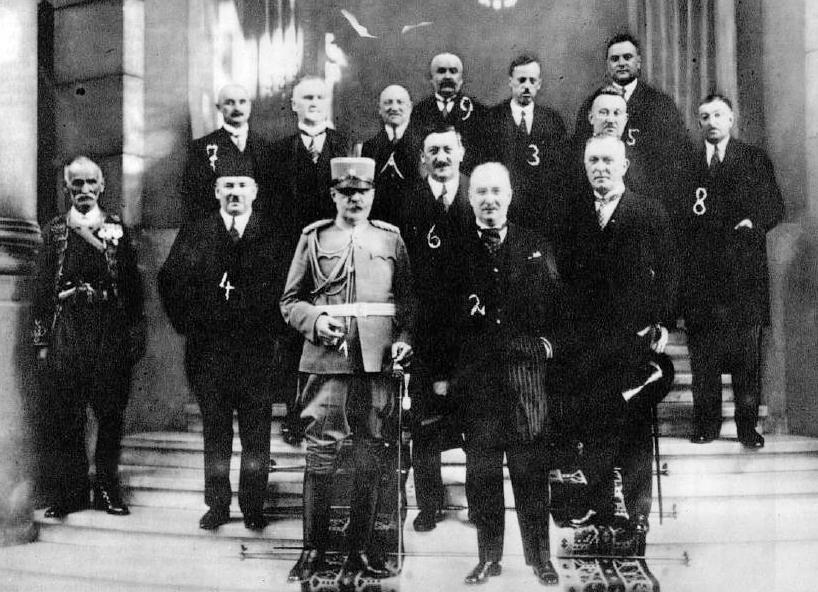
I membri del Governo Korošec I, Nikola Subotić contrassegnato dal n°2

Durante la prima guerra mondiale, fu arrestato con altri importanti intellettuali serbi e privato della libertà. Fu nuovamente arrestato dalle forze italiane dopo l'occupazione della Dalmazia.
Membro del Partito Radical-Popolare Subotić divenne presto il capo del partito a Sebenico. Dal 1930, a seguito della dittatura instaurata dal re Alessandro I di Jugoslavia, è attivo all'interno del Partito Nazionale Jugoslavo.
Fu eletto delegato del popolo dalla Dalmazia alla Rappresentanza popolare provvisoria, deputato per tre mandati e servì come presidente ad interim e vicepresidente permanente dell'Assemblea nazionale, ministro delle finanze dal 27 luglio 1928 al 6 gennaio 1929 nel governo di Anton Korošec, ministro della giustizia nel Governo Stojadinović II, senatore nella Banovina di Croazia e presidente della Fondazione per il patrimonio economico e culturale per la Dalmazia settentrionale (fino al 1933).

### Gli ultimi anni
Dopo la fine della seconda guerra mondiale, con l'instaurazione della Repubblica Socialista Federale di Jugoslavia visse a Sebenico, dove proseguì la professione di avvocato e spesso rappresentò detenuti politici, motivo per cui era visto con sospetto dalle autorità comuniste jugoslave. Morì a Sebenico nel 1963.